# Rumija (szczyt)
Rumija – szczyt w paśmie Rumija, w Górach Dynarskich, położony w Czarnogórze. Jest to najwyższy szczyt pasma Rumija. 